# Argoctenus bidentatus
Argoctenus bidentatus är en spindelart som först beskrevs av Main 1954.  Argoctenus bidentatus ingår i släktet Argoctenus och familjen taggfotsspindlar.
Artens utbredningsområde är Western Australia. Inga underarter finns listade i Catalogue of Life.